# Album van Brussel
Het Album van Brussel is een verzameling van dertien miniaturen op perkament over de feesten ter ere van de bruiloft van Alessandro Farnese en Maria van Portugal in Brussel in 1565. Het werk, dat wordt toegeschreven aan een volgeling van Frans Floris, bevindt zich in het prentenkabinet van de Universiteitsbibliotheek van Warschau. Het is een zeldzaam voorbeeld van een visuele weergave gemaakt onmiddellijk na de afgebeelde gebeurtenissen. De tien beeldende taferelen zijn telkens vergezeld van een korte uitleg in het Frans.

## Achtergrond
Margaretha van Parma, landvoogdes van de Spaanse Nederlanden en halfzus van koning Filips II van Spanje, zocht een geschikte echtgenote voor haar enige zoon, Alessandro Farnese, die bij de koning in Madrid verbleef. Een kandidaat in het Huis Habsburg werd niet gevonden, maar kardinaal Granvelle onderhandelde een huwelijk met een Portugese prinses, de infante Maria. De landvoogdes stuurde haar vertrouwensman Peter Ernst I van Mansfeld naar Lissabon, waar op 2 mei 1565 met groot ceremonieel het huwelijk met de handschoen werd gesloten. Op 14 september 1565 vertrok Maria met Mansfeld en haar gevolg naar de Nederlanden aan boord van een vloot. Na een storm die hen dwong aan te leggen in Engeland, raakten ze veilig in Brussel. Aartsbisschop Maximiliaan van Bergen zegende het huwelijk in op 11 november 1565 in de nieuwe paleiskapel. Daarna werd de bruiloft nog tot 14 januari 1566 gevierd met toernooien en banketten. Een verslag van de maandenlange plechtigheden en festiviteiten tussen Lissabon en Brussel is gemaakt door de militaire architect Francesco de Marchi.
Het maandenlange bijeenzijn van adel uit alle Habsburgse Nederlanden in de hoofdstad was de perfecte gelegenheid om ongenoegen uit te wisselen en plannen te smeden. Geen drie maanden na het einde van de festiviteiten overhandigden de verbonden edelen hun smeekschrift en werd de geuzenopstand geboren.

## Herkomst en toestand
Het is niet bekend hoe het album in het bezit is gekomen van de Universiteitsbibliotheek van Warschau. In de 18e eeuw zijn de perkamenten bladen (ca. 30 x 40 cm) in een papieren album gekleefd. Dit bracht op termijn hun integriteit in gevaar, doordat de bladen begonnen op te krullen en de verf dreigde af te schilferen. Eind 20e eeuw is het album gerestaureerd door Halina Rosa, dankzij sponsoring van de Parma Est Rotary Club. De miniaturen zijn weer losgemaakt en in passe-partout gemonteerd.

## Overzicht
|  | Titelpagina met Franse inleidende tekst in een rechthoekige cartouche, versierd met rolwerk, grotesken en een initiaal "P". 300 x 388 mm Inv. 10247 |

|  | Hartvormige cartouche met de wapens van de ouders van de bruidegom, zijnde Ottavio Farnese en Margaretha van Parma, versierd met een prinsenkroon opgehouden door de allegorische figuren Overwinning (met palmtak) en Vrede (met olijventak). 299 x 384 mm Inv. 10248 |

|  | Op 11 november 1565 maakt Maria van Portugal bij valavond haar intrede in Brussel. Haar fraaie koets wordt gemend door de ontwerper ervan, Francesco de Marchi. De hoogste landsadel en de vertegenwoordigers van de vier grote steden van Brabant zijn haar buiten de stadspoort tegemoet gekomen. Ook de heren van de wet en de wapengilden zijn erbij. Haar stoet, bestaande uit voetsoldaten en vliesridders te paard, volgt een parcours dat wordt verlicht door brandende pektonnen op staken. 296 x 388 mm Inv. 10249 |

|  | Prinses Maria wordt verwelkomd in de Grote Zaal van het Koudenbergpaleis en wordt door Peter Ernst I van Mansfeld en diens vrouw voorgesteld aan haar toekomstige schoonmoeder Margaretha. Ook Ottavio en Alessandro Farnese zijn aanwezig, net als twee jachthonden (een grote liefhebberij van de landvoogdes). Hierna wordt de bruid naar de hofkapel geleid voor de huwelijksvoltrekking. 300 x 384 mm Inv. 10250 |

|  | Naar het gebruik van de Nederlanden wordt het huwelijk openbaar ingezegend door aartsbisschop Maximiliaan van Bergen en aartsbisschop Jorge de Santiago van Angra, bijgestaan door diverse prelaten. De hofkapel was gebouwd onder keizer Karel V. Bruid en bruidegom knielen voor het hoofdaltaar in albast. Het was in 1541 gemaakt door Jan Mone voor Maria van Hongarije en is na de paleisbrand overgebracht naar de kathedraal van Sint-Michiel en Sint-Goedele. 299 x 388 mm Inv. 10251 |

|  | Onmiddellijk na de huwelijksvoltrekking volgt een drie uur durend banket in de grote galerij van het paleis. In de voorgrond worden de gerechten binnengebracht. Het bruidspaar zit onder een baldakijn met hun wapenschilden, tegenover de landvoogdes en haar gemaal. Onder de hoge genodigden aan tafel zijn voorts Willem van Oranje en zijn vrouw Anna van Saksen, de Spaanse ambassadeur Diego Guzmán de Silva en de belangrijkste graven en gravinnen. Na de maaltijd is er een bal, waarna de gehuwden zich elk in hun eigen kamer terugtrekken om te slapen. 302 x 391 mm Inv. 10252 |

|  | Het eigenlijke huwelijksbanket vindt plaats op 18 november in de Grote Zaal van het paleis. 110 koks hebben twee weken lang gewerkt aan dit uitzonderlijke eetfestijn. Alle borden, glazen, messen, kandelaars – eigenlijk alles behalve het tafelkleed – zijn gemaakt van suiker. Nog grootser is de drieduizenddelige maquette, die de route van de bruid reconstrueert vanaf de Zuilen van Hercules via Middelburg, Gent en Dendermonde naar Brussel (paleizen, havens, galjoenen, zeemonsters en koetsen). Dit extravagante geschenk van het Antwerpse stadsbestuur heeft meer dan drieduizend dukaten gekost. In deze suikersteden – sommige twee meter lang – is de prinses en haar gevolg te herkennen, maar ook pittoreske details als toneelvoorstellingen, kaartspelers en vogelkooien. De maaltijd wordt opgeluisterd door zangers en muzikanten. Links is een buffet-dressoir opgesteld, typisch voor de renaissance, waarop de wapenschilden van het bruidspaar zijn afgebeeld. 300 x 388 mm Inv. 10253 |

|  | Na het banket worden de tafels weggehaald en volgt een bal in de Grote Zaal. Vijf Italiaanse violisten spelen Paduaanse, Duitse en Franse dansen. Onder het baldakijn overschouwen de bruid en de landvoogdes het spektakel in het gezelschap van Anna van Saksen en Sabina van Beieren, de vrouw van graaf Egmont. 295 x 380 mm Inv. 10254 |

|  | Op het dansen volgt 's avonds een voettoernooi tussen edelen verkleed als Amazones, Wildemannen en Leeuwen. De eerste groep wordt geleid door Oranje, de tweede door Alessandro Farnese en de derde door Egmont. Vanop het podium ziet Maria van Portugal hoe haar echtgenoot de Wildemannen naar de overwinning leidt. Daarna kan er weer worden gedanst. 297 x 382 mm Inv. 10255 |

|  | Op 4 december 1565 verplaatsen de bruiloftsgasten zich naar de Grote Markt voor een steekspel. Ze nemen plaats op de balkons en in de vensters van het Stadhuis. Vooraf is er een spektakel met twee praalwagens, beladen met symboliek uit mythologie, astrologie en alchemie. De wagen aan de kant van het stadhuis is die van de Zon en de Maan. In de voorgrond passeert de Venuswagen, getrokken door drie paarden van verschillende kleur. Het witte paard staat voor de elementen lucht en water, het zwarte voor de aarde en het rode voor de liefde. 299 x 382 mm Inv. 10256 |

|  | Het eigenlijke steekspel wordt georganiseerd door Peter-Ernst van Mansfeld, zijn zoon Karel, Lodewijk van Nassau en Joris van Ligne. Onder de 33 deelnemers worden prijzen gewonnen door Lodewijk van Nassau, Karel van Mansfeld, Joris van Ligne, Filips van Lannoy en Boussu. 299 x 379 mm Inv. 10257 |

|  | Na het steekspel biedt de magistraat een banket aan op het stadhuis. De ereplaatsen onder het baldakijn worden ingenomen door de Spaanse ambassadeur, de bruid, de landvoogdes en de vrouw van Mansfeld. Onder de gerechten die worden binnengedragen zijn heraldische dieren als een pauw, een hert en een eenhoorn (het dier van de familie Farnese). Ook voor de decoratie zijn kosten noch moeite gespaard, zoals blijkt uit het prachtige buffet-dressoir. Na het eten worden prijzen uitgereikt en wordt er gedanst. 302 x 391 mm Inv. 10258 |

|  | Het afsluitende blad is weer een hartvormige cartouche met wapens, deze keer van het bruidspaar. De versiering bestaat opnieuw uit een prinsenkroon opgehouden door de allegorische figuren Overwinning (met palmtak) en Vrede (met olijventak). 297 x 389 mm Inv. 10259 |

## Voetnoten
1. ↑  Narratione particolare delle gran feste, e trionfi fatti in Portogallo, et in Fiandra nello sposalitio dell'illustrissimo Sig. Alessandro Farnese e Donna Maria di Portogallo, 1566
2. ↑  Incipit: Pourtraictz au vif des entrees Festins Joustes & Combats matrimoniaux celebrees en la Ville de Bruxelles l'an [1565] entre [...] Alexandre de Farneses [...] et [...] Donna Marie de Portugal
3. ↑  Portret van een vergeten prins, deel 2, Brussel Deze Week, 29 april 2007
4. ↑  Robert Finlay, The Pilgrim Art. Cultures of Porcelain in World History, 2010, p. 272
5. ↑  Eddy Stols, "The Expansion of the Sugar Market in Western Europe" in: Tropical Babylons. Sugar and the Making of the Atlantic World, 1450-1680, ed. Stuart B. Schwartz, 2011, p. 237-238